# Heliocentric
| Оценки критиков                   | Оценки критиков |
| Источник                          | Оценка          |
| --------------------------------- | --------------- |
| AllMusic                          | [ 1 ]           |
| The Encyclopedia of Popular Music | [ 2 ]           |
| NME                               | [ 3 ]           |
| Q                                 | [ 4 ]           |

Heliocentric — пятый студийный альбом британского рок-музыканта Пола Уэллера (бывшего фронтмена рок-групп The Jam и The Style Council), вышедший 10 апреля 2000 года на лейбле Island.
Альбом дебютировал на 2 месте в официальном хит-параде Великобритании и получил золотую сертификацию.

## Об альбоме
Heliocentric был спродюсирован Бренданом Линчем. Его название было навеяно пультом Helios, используемым в студии звукозаписи Heliocentric Studios & Black Barn Studios.
Аранжировки струнных были предоставлены Робертом Кирби.
Альбом получил положительные отзывы музыкальных критиков и интернет-изданий: Q, The Guardian, Exclaim!, The New Zealand Herald.
В апреле 2000 года он дебютировал на 2 месте в официальном хит-параде Великобритании.

## Список композиций
Все треки написаны Полом Уэллером.
1. «He’s the Keeper»
2. «Frightened»
3. «Sweet Pea, My Sweet Pea»
4. «A Whale’s Tale»
5. «Back in the Fire»
6. «Dust and Rocks»
7. «There’s No Drinking, After You’re Dead»
8. «With Time & Temperance»
9. «Picking Up Sticks»
10. «Love-Less»

## Позиции в чартах
| Чарт (2000)                      | Высшая позиция |
| -------------------------------- | -------------- |
| Великобритания (UK Albums Chart) | 2              |